# Thiallela epicrociella
Thiallela epicrociella is een vlinder uit de familie van de snuitmotten (Pyralidae). De wetenschappelijke naam van deze soort is voor het eerst voorgesteld als Phycita epicrociella door Embrik Strand in een publicatie uit 1918.
De soort komt voor in Taiwan.